# Capasa cryptopyrrhata
Capasa cryptopyrrhata là một loài bướm đêm trong họ Geometridae.